# Новая Баланда
 Новая Баланда  — деревня в Аксубаевском районе Татарстана. Входит в состав Староузеевского сельского поселения.

## География
Находится в южной части Татарстана на расстоянии приблизительно 10 км на юго-восток по прямой от районного центра поселка Аксубаево.

## История
Основана в 1920-х годах.

## Население
Постоянных жителей было: в 1926 году- 204, в 1938—244, в 1949—188, в 1958—228, в 1970—196, в 1979—111, в 1989 — 34, в 2002 году 46 (чуваши 100 %), в 2010 году 37.